# Raw
Raw (ang. raw, surowy; często błędnie zapisywane jako "RAW") – ogólne określenie formatów zapisu plików zawierających nieprzetworzonych (surowych) danych. Zazwyczaj pliki raw są kontenerami i zawierają również dodatkowe dane.

## Raw w fotografii cyfrowej
W fotografii cyfrowej rejestracja zdjęć jako raw pozwala na zachowanie najwyższej wierności odwzorowania obrazu oferowanej przez aparat, dając możliwość dokładnej obróbki pliku na komputerze. Dane w pliku raw mogą zostać skompresowane bezstratnie.

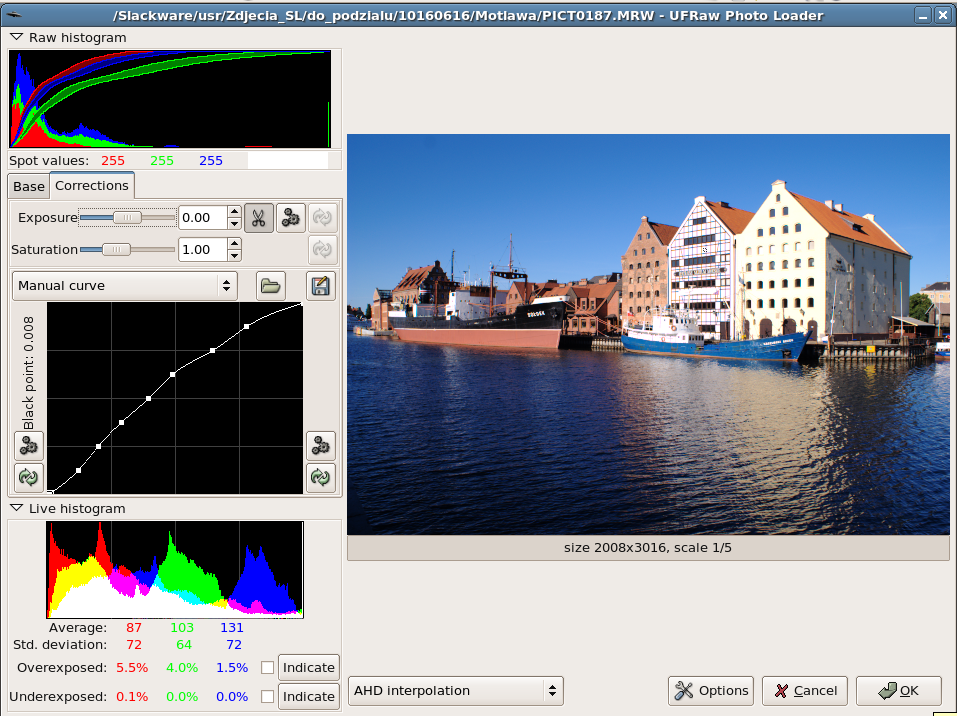
Wtyczka UFRaw do programu graficznego GIMP

Format raw charakteryzuje się dużym zakresem tonalnym, brakiem kompresji stratnej i zawiera zazwyczaj 12 lub 14 bitów na piksel (w odróżnieniu od 8-bitowych plików JPEG). Plik w formacie raw uważa się za cyfrowy odpowiednik negatywu, a jego konwersję za wywoływanie. Wywołanie pliku raw można powtarzać dowolną liczbę razy np. dla różnego balansu bieli czy różnych metod demozaikacji w celu odszumienia zdjęcia. Nie jest możliwy natomiast proces odwrotny – nie można przekształcić zdjęć np. z formatu JPEG na format raw, bo część danych uległa bezpowrotnej utracie (pominięciu) w wyniku kompresji stratnej.
W odróżnieniu od zapisu w formacie JPEG albo TIFF, plik raw zawiera zawsze „surowe” (ang. raw) dane z matrycy światłoczułej oraz, zazwyczaj, osadzone w metadanych pliki JPEG w różnych rozmiarach, używane w celu szybkiego podglądu przez oprogramowanie komputerowe. Tenże podgląd jest również wykorzystywany w wewnętrznej przeglądarce zdjęć aparatu, w celu zminimalizowania czasu generowania podglądu i zmniejszenia zapotrzebowania na moc obliczeniową. 
Praktycznie każdy producent aparatów stosuje własny (niezgodny z innymi) format plików typu raw. Kontener zawiera najczęściej mieszankę:
- struktur zamkniętych, własnościowych (sposób zapisu surowych danych, część metadanych; odczyt możliwy jest poprzez inżynierię odwrotną[8], co czasem jest trudne lub wręcz niemożliwe dla specjalistycznego sprzętu[9]),
- otwartych, własnościowych, z oficjalnie upublicznioną dokumentacją (pliki JPEG osadzone w kontenerze),
- całkowicie otwartych struktur (Exif, IPTC, standard ISO: XMP[10])
- opcjonalnie podpis cyfrowy w celu zachowania integralności (utrudnienia lub uniemożliwienia retuszu zdjęcia)[11]

Aby umożliwić łatwą wymianę takich plików, firma Adobe opracowała jego nową odmianę, DNG (skrót z ang. digital negative), która w założeniu ma się stać standardem. Jedną z pierwszych firm wspierających DNG był Pentax, wprowadzając ten format zapisu w modelach K10D, K200D i późniejszych. Inne firmy wspierające format raw to Leica, Ricoh, Casio czy też Hasselblad.

## Inne zastosowania plików raw
Wiele konkursów fotograficznych wymaga plików raw (lub zastrzega możliwość zażądania) w celu udowodnienia, że zdjęcie nie zostało zretuszowane, a brak dostosowania do wymogu oznacza dyskwalifikację. Prawnicy zalecają niepublikowanie plików raw w celu łatwiejszego udowodnienia autorstwa w przypadku procesu o naruszenie praw autorskich.
Dodatkowo formaty typu raw są niezbędne w specjalistycznym sprzęcie, np. medycznym (np. tomograf, rezonans magnetyczny) lub służącym do badań naukowych, pozwalając na większą precyzję oraz kontrolę przetwarzania uzyskanych danych. Podobnie jak w konfliktach o autorstwo, pliki raw mogą służyć za dowód, np. przy oskarżeniach o manipulację przy dokumentacji dowodów zbrodni czy sfałszowania wyników badań naukowych.

## Wybranerozszerzenia nazw plikówraw

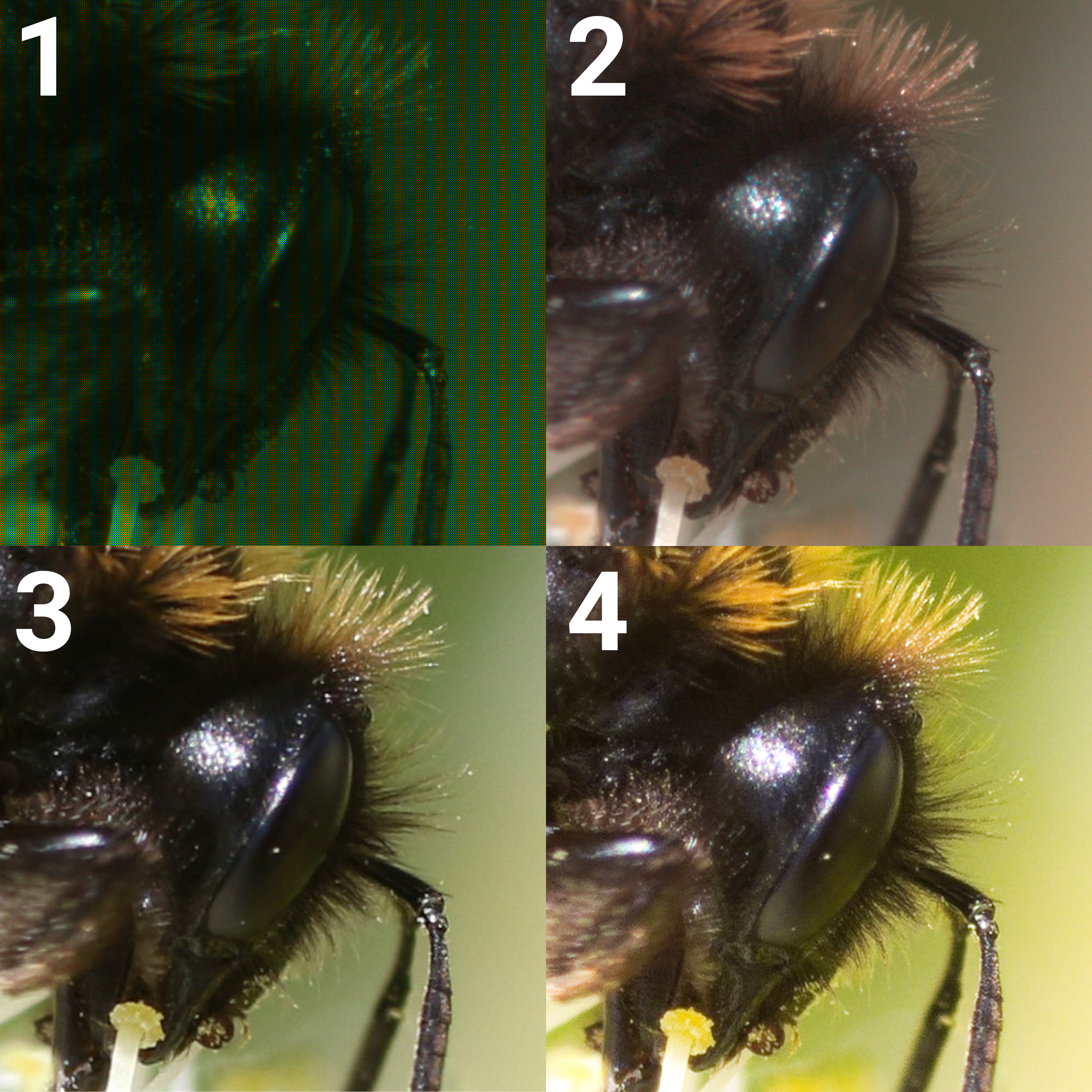
Wywoływanie "cyfrowego negatywu" z raw - surowych danych za pomocą RawTherapee
1) Zdjęcie niepoddane demozaikacji oraz przetwarzaniu (zielony odcień bierze się z dwukrotnie większej liczby zielonych pikseli w matrycy typu Bayer)
2) Zastosowana demozaikacja AMAZE, obraz bez przetwarzania (nietypowe kolory biorą się z braku profilu DCP odpowiadającego za korektę kolorów i poziomów dla danego aparatu)
3) Podgląd JPEG osasdzony w pliku raw, czyli surowe dane przetworzone przez aparat
4) Przetworzone zdjęcie - m.in. zmieniony balans bieli, poziomy, ekspozycję, zastosowana korekcja profilem DCP (patrz pkt 2.), korekta geometrii obiektywu (w tym przypadku minimalne różnice przez korekcję zniekształcenia beczkowego)

| Producent  | Wspierane formaty raw         |
| ---------- | ----------------------------- |
| Adobe      | .dng                          |
| Canon      | .crw .cr2 .cr3                |
| Casio      | .bay .raw                     |
| Epson      | .erf                          |
| Fuji       | .raf                          |
| Hasselblad | .3fr                          |
| Imacon     | .fff                          |
| Kodak      | .dcs .dcr .drf .k25 .kdc .tif |
| Leaf       | .mos                          |
| Leica      | .dng .raw                     |
| Logitech   | .pxn                          |
| Mamiya     | .mef                          |
| Minolta    | .mrw                          |
| Nikon      | .nef .nrw                     |
| Olympus    | .orf                          |
| Panasonic  | .raw .rw2                     |
| Pentax     | .ptx .pef .dng                |
| Phase One  | .cap .tif .iiq .eip           |
| Rawzor     | .rwz                          |
| Red        | .r3d                          |
| Ricoh      | .dng                          |
| Samsung    | .dng .srw                     |
| Sigma      | .x3f                          |
| Sony       | .arw .srf .sr2                |